# Fulgoridicida nigricorpus
Fulgoridicida nigricorpus är en stekelart som beskrevs av Girault 1915. Fulgoridicida nigricorpus ingår i släktet Fulgoridicida och familjen sköldlussteklar. Inga underarter finns listade i Catalogue of Life.